# Musikakademie Krakau
Die Krzysztof-Penderecki-Musikakademie Krakau (polnisch: Akademia Muzyczna im. Krzysztofa Pendereckiego w Krakowie) ist eine am 1. Februar 1888 durch Władysław Żeleński gegründete Musikhochschule in der polnischen Stadt Krakau. Die frühere Bezeichnung war Musikakademie Krakau (polnisch: Akademia Muzyczna w Krakowie). Die Umbenennung der Akademie nach Krzysztof Penderecki trat am 1. Januar 2021 in Kraft. Der Komponist und Dirigent war Absolvent, Professor, Rektor und Ehrendoktor der Akademie.

## Rektoren der Musikakademie Krakau
| - 1888–1921 Władysław Żeleński - 1921–1928 Wiktor Barabasz - 1929–1938 Michał Julian Piotrowski - 1938–1939 Bolesław Wallek-Walewski - 1946–1952 Zbigniew Drzewiecki - 1952–1955 Stefania Łobaczewska-Gérard de Festenburg - 1955–1964 Bronisław Rutkowski - 1964–1966 Eugenia Umińska - 1966–1969 Jan Hoffman - 1969–1972 Józef Chwedczuk | - 1972–1987 Krzysztof Penderecki - 1987–1993 Krystyna Moszumańska-Nazar - 1993–1999 Marek Stachowski - 1999–2002 Barbara Świątek-Żelazna - 2002–2004 Marek Stachowski - 2004–2012 Stanisław Krawczyński - 2012–2016 Zdzisław Łapiński - 2016–2020 Stanisław Krawczyński - seit 2020 Wojciech Widłak |

## Berühmte Schüler und Lehrer

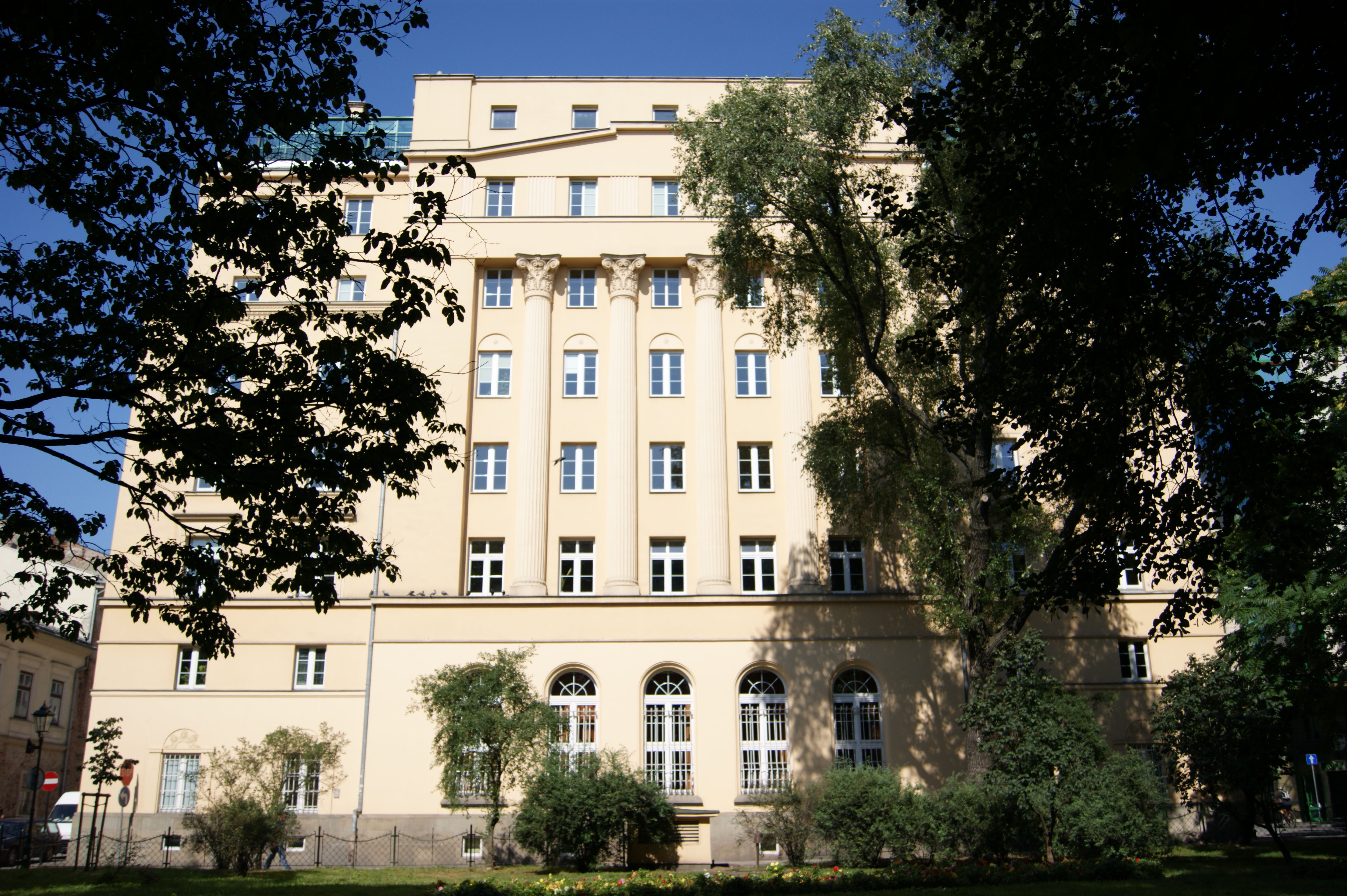
Hauptgebäude der Musikakademie Krakau, ul. św. Tomasza 43

### Dirigenten
- Jerzy Katlewicz (1927–2015)
- Andrzej Markowski (1924–1986)
- Ewa Michnik (* 1943)
- Stanisław Skrowaczewski (1923–2017)
- Bolesław Wallek-Walewski (1885–1944)
- Antoni Wit (* 1944)
- Joanna Wnuk-Nazarowa (* 1949)

### Komponisten
- Zbigniew Bujarski (1933–2018)
- Marek Chołoniewski (* 1953)
- Jan Jargoń (1928–1995)
- Zygmunt Konieczny (* 1937)
- Abel Korzeniowski (* 1972)
- Artur Malawski (1904–1957)
- Krzysztof Meyer (* 1943)
- Krystyna Moszumańska-Nazar (1924–2008)
- Maciej Negrey (* 1953)
- Józef Patkowski (1929–2005)
- Krzysztof Penderecki (1933–2020)
- Bogusław Schaeffer (1929–2019)
- Marek Stachowski (1936–2004)
- Adam Walaciński (1928–2015)
- Stanisław Wiechowicz (1893–1963)
- Władysław Żeleński (1837–1921)
- Bolesław Wallek-Walewski (1885–1944)
- Anna Zawadzka-Gołosz (* 1955)

### Instrumentalisten
Pianisten
- Ewa Bukojemska (* 1949)
- Ludwik Stefański (1917–1982)
- Zbigniew Drzewiecki (1890–1971)
- Jan Hoffman (1906–1995)
- Adam Kaczyński (1933–2010)
- Stefan Wojtas (* 1943)

Streicher und andere Instrumentalisten
- Kaja Danczowska (* 1949), Violine
- Eugenia Umińska (1910–1980), Violine
- Wiesław Kwaśny (* 1950), Violine
- Janusz Pisarski, Viola
- Zdzisław Łapiński (* 1956), Cello
- Bronisław Rutkowski (1898–1964), Orgel
- Elżbieta Czerny-Stefańska (* 1943), Cembalo
- Jan Pilch, Schlagzeug
- Joachim Grubich (1935–2025)
- Leszek Werner (1937–2014), Orgel
- Janusz Pater

Sänger
- Helena Łazarska (1934–2022)

## Ehrendoktoren
| - 1994 – Krzysztof Penderecki - 1997 – Paul Sacher - 2001 – Mieczysław Tomaszewski - 2003 – Helmuth Rilling - 2005 – Peter-Lukas Graf - 2007 – Krystyna Moszumańska-Nazar - 2008 – Henryk Mikołaj Górecki | - 2013 – Paul Badura-Skoda - 2014 – Joshua Rifkin - 2015 – Neville Marriner - 2015 – Benedikt XVI. - 2016 – Kaja Danczowska - 2017 – Ivan Monighetti - 2019 – Barbara Świątek-Żelazna |